# Record anguillani di atletica leggera
I record anguillani di atletica leggera rappresentano le migliori prestazioni di atletica leggera stabilite dagli atleti di nazionalità anguillana e ratificate dall'Anguilla Amateur Athletic Federation.

## Outdoor

### Maschili
| Specialità             | Prestazione                                                                                     | Atleta              | Data             | Evento                           | Luogo                                                | Note  | Video |
| ---------------------- | ----------------------------------------------------------------------------------------------- | ------------------- | ---------------- | -------------------------------- | ---------------------------------------------------- | ----- | ----- |
| 100 m                  | 10.12 (+1.3 m/s)                                                                                | Zharnel Hughes      | 28 marzo 2014    | ISSA Championship                | Kingston, Giamaica                                   |       |       |
| 200 m                  | 20.15 (0.0 m/s)                                                                                 | Zharnel Hughes      | 16 maggio 2015   | Cayman Invitational              | Georgetown, Isole Cayman                             |       |       |
| 400 m                  | 47.29                                                                                           | Kirthley Richardson | 19 maggio 1995   |                                  | Odessa, Stati Uniti d'America                        |       |       |
| 800 m                  | 1:52.17                                                                                         | Vernal Gumbs        | 28 luglio 1989   |                                  | San Juan, Porto Rico                                 |       |       |
| 1500 m                 | 4:18.0                                                                                          | Nigel Richardson    | 5 luglio 1984    |                                  | St. John's, Antigua e Barbuda                        |       |       |
| 3000 m                 |                                                                                                 |                     |                  |                                  |                                                      |       |       |
| 5000 m                 | 16:45.79                                                                                        | Michael Gumbs       | 23 aprile 2000   | CARIFTA Games                    | St. George's, Grenada                                |       |       |
| 10000 m                |                                                                                                 |                     |                  |                                  |                                                      |       |       |
| Maratona               |                                                                                                 |                     |                  |                                  |                                                      |       |       |
| 110 m ostacoli         | 18.70                                                                                           | Andre Samuel        | 11 maggio 2001   |                                  | Buffalo, Stati Uniti d'America                       |       |       |
| 400 m ostacoli         | 55.95                                                                                           | Kithley Richardson  | 1º maggio 1999   |                                  | Stillwater, Stati Uniti d'America                    |       |       |
| 3000 m siepi           |                                                                                                 |                     |                  |                                  |                                                      |       |       |
| Salto in alto          | 1.95 m                                                                                          | Yoann Romney        | 1º maggio 2009   |                                  | Columbia, Stati Uniti d'America                      |       |       |
| Salto con l'asta       | 3.21 m                                                                                          | Andre Samuel        | 27 aprile 2002   |                                  | Cobleskill, Stati Uniti d'America                    |       |       |
| Salto in lungo         | 7.11 m (+2.0 m/s) #                                                                             | Joseph Pemberton    | 14 luglio 2006   |                                  | Port of Spain, Trinidad e Tobago                     |       |       |
| Salto in lungo         | 6.96 m                                                                                          | Denvil Ruan         | 23 aprile 2011   | MSU Legacy                       | Baltimora, Stati Uniti d'America                     | [ 1 ] |       |
| Triple jump            | 14.93 m (-0.2 m/s)                                                                              | Denvil Ruan         | 4 maggio 2013    | MEAC Track & Field Championships | Greensboro, Carolina del Nord, Stati Uniti d'America | [ 2 ] |       |
| Getto del peso         |                                                                                                 |                     |                  |                                  |                                                      |       |       |
| Lancio del disco       | 35.39 m                                                                                         | Andre Samuel        | 27 aprile 2002   |                                  | Cobleskill, Stati Uniti d'America                    |       |       |
| Lancio del martello    |                                                                                                 |                     |                  |                                  |                                                      |       |       |
| lancio del giavellotto | 62.58 m                                                                                         | Samek Connor        | 21 maggio 2009   |                                  | Edwardsville, Stati Uniti d'America                  |       |       |
| Decathlon              | 5313 pts                                                                                        | Andre Samuel        | 9–10 maggio 2002 |                                  | Uniondale, Stati Uniti d'America                     |       |       |
| Decathlon              | (100 m), (lungo), (peso), (alto), (400 m) / (110 m h), (disco), (asta), (giavellotto), (1500 m) |                     |                  |                                  |                                                      |       |       |
| Marcia 20 km (strada)  |                                                                                                 |                     |                  |                                  |                                                      |       |       |
| Marcia 50 km (strada)  |                                                                                                 |                     |                  |                                  |                                                      |       |       |
| Staffetta 4x100        | 42.5                                                                                            | Anguilla            | 6 luglio 1991    |                                  | Road Town, Isole Vergini Britanniche                 |       |       |
| Staffetta 4x400        | 3:24.3                                                                                          | Anguilla            | 5 luglio 1992    |                                  | Road Town, Isole Vergini Britanniche                 |       |       |

### Femminili
| Specialità             | Prestazione | Atleta                                                                          | Data              | Evento                                              | Luogo                                | Note  |
| ---------------------- | --- | ------------------------------------------------------------------------------- | ----------------- | --------------------------------------------------- | ------------------------------------ | ----- |
| 100 m                  | 11.98 | Desiree Cocks                                                                   | 8 maggio 1998     |                                                     | St. Louis, Stati Uniti d'America     |       |
| 200 m                  | 24.80 (-0.5 m/s) | Rosanna Browne                                                                  | 29 agosto 1991    | Campionati del mondo                                | Tokyo, Giappone                      |       |
| 400 m                  | 57.72 | Artesha Richardson                                                              | 15 luglio 2015    | Campionati del mondo allievi                        | Cali, Colombia                       |       |
| 800 m                  | 2:19.72 | Jonicia Richardson                                                              | 21 aprile 2014    | CARIFTA Games                                       | Forte-de-France, Martinica           |       |
| 1500 m                 | 5:16.2 | Julie Lake                                                                      | 21 aprile 1990    | CARIFTA Games                                       | Kingston, Giamaica                   |       |
| 3000 m                 | 11:38.21 | Jonicia Richardson                                                              | 29 giugno 2008    |                                                     | Road Town, Isole Vergini Britanniche |       |
| 5000 m                 | |                                                                                 |                   |                                                     |                                      |       |
| 10000 m                | |                                                                                 |                   |                                                     |                                      |       |
| Maratona               | |                                                                                 |                   |                                                     |                                      |       |
| 100 m ostacoli         | 14.97 (+0.8 m/s) | Dee-Ann Kentish-Rogers                                                          | 10 luglio 2013    | Universiade                                         | Kazan', Russia                       | [ 4 ] |
| 400 m ostacoli         | |                                                                                 |                   |                                                     |                                      |       |
| 3000 m siepi           | |                                                                                 |                   |                                                     |                                      |       |
| Salto in alto          | 1.77 m | Shinelle Proctor                                                                | 31 maggio 2014    | NCAA West Preliminary Round                         | Fayetteville, Stati Uniti d'America  |       |
| Salto con l'asta       | |                                                                                 |                   |                                                     |                                      |       |
| Salto in lungo         | 6.71 m (+1.2 m/s) | Shara Proctor                                                                   | 23 agosto 2009    | Campionati del mondo                                | Berlino, Germania                    | [ 5 ] |
| Salto triplo           | 13.74 m (+0.6 m/s) | Shara Proctor                                                                   | 30 maggio 2009    |                                                     | Greensboro, Stati Uniti d'America    |       |
| Getto del peso         | 9.27 m | Dee-Ann Kentish-Rogers                                                          | 29 luglio 2014    |                                                     | Glasgow, Gran Bretagna               |       |
| Lancio del disco       | 28.55 m | Shara Proctor                                                                   | 2 luglio 2006     |                                                     | St. John's, Antigua e Barbuda        |       |
| Lancio del martello    | |                                                                                 |                   |                                                     |                                      |       |
| Lancio del giavellotto | 28.10 m | Melissa Mussington                                                              | 21 febbraio 2009  |                                                     | The Valley, Anguilla                 |       |
| Eptathlon              | 4126 pts | Dee-Ann Kentish-Rogers                                                          | 29–30 giugno 2012 | XIX Campionati Juniores Centroamericani e Caraibici | San Salvador, El Salvador            |       |
| Eptathlon              | 15.55 (-0.5 m/s) (100 m h), 1.58 m (alto), 6.64 m (peso), 26.31 (200 m) / 5.19 m (-0.6 m/s) (lungo), 20.30 m (giavellotto), 3:32.97 (800 m) |                                                                                 |                   |                                                     |                                      |       |
| Marcia 20 km (strada)  | |                                                                                 |                   |                                                     |                                      |       |
| Staffetta 4x100        | 50.33 | Anguilla Angelena Gumbs Nicole Gumbs Rechelle Meade Donilla Reid                | 9 giugno 2012     |                                                     | Tortola, Isole Vergini Britanniche   |       |
| Staffetta 4x400        | 3:53.02 | Anguilla Artesha Richardson Janique Fleming Myesisha Letang T-kailah Richardson | 7 aprile 2015     | CARIFTA Games                                       | Basseterre, Saint Kitts e Nevis      |       |

## Indoor

### Maschili
| Specialità                                                   | Prestazione | Atleta        | Data            | Evento                            | Luogo                            | Note  |
| ------------------------------------------------------------ | ----------- | ------------- | --------------- | --------------------------------- | -------------------------------- | ----- |
| 60 m                                                         | 7.04        | Keiron Rogers | 9 marzo 2012    | Campionati del mondo              | Istanbul, Turkey                 | [ 6 ] |
| 200 m                                                        | 22.26       | Trevor Davis  | 2 febbraio 1991 |                                   | Cosford, Regno Unito             |       |
| 400 m                                                        |             |               |                 |                                   |                                  |       |
| 800 m                                                        |             |               |                 |                                   |                                  |       |
| 1500 m                                                       |             |               |                 |                                   |                                  |       |
| 3000 m                                                       |             |               |                 |                                   |                                  |       |
| 60 m ostacoli                                                |             |               |                 |                                   |                                  |       |
| Salto in altro                                               |             |               |                 |                                   |                                  |       |
| Getto del peso                                               |             |               |                 |                                   |                                  |       |
| Salto in lungo                                               | 7.01 m      | Denvil Ruan   | 7 gennaio 2012  | UMES Coach O College Invitational | Baltimora, Stati Uniti d'America | [ 7 ] |
| Salto triplo                                                 | 14.51 m     | Denvil Ruan   | 20 gennaio 2012 | Great Dane Classic                | New York, Stati Uniti d'America  | [ 8 ] |
| Getto del peso                                               |             |               |                 |                                   |                                  |       |
| Eptathlon                                                    |             |               |                 |                                   |                                  |       |
| (60 m), (lungo), (peso), (alto) / (60 m h), (asta), (1000 m) |             |               |                 |                                   |                                  |       |
| Marcia 5000 m                                                |             |               |                 |                                   |                                  |       |
| Staffetta 4x400 m                                            |             |               |                 |                                   |                                  |       |

### Femminili
| Specialità                                 | Prestazione | Atleta           | Data            | Evento                | Luogo                             | Note   |
| ------------------------------------------ | ----------- | ---------------- | --------------- | --------------------- | --------------------------------- | ------ |
| 60 m                                       | 7.72        | Shara Proctor    | 17 gennaio 2009 | Kentucky Invitational | Lexington, Stati Uniti d'America  | [ 9 ]  |
| 200 m                                      |             |                  |                 |                       |                                   |        |
| 400 m                                      |             |                  |                 |                       |                                   |        |
| 800 m                                      |             |                  |                 |                       |                                   |        |
| 1500 m                                     |             |                  |                 |                       |                                   |        |
| 3000 m                                     |             |                  |                 |                       |                                   |        |
| 60 m ostacoli                              |             |                  |                 |                       |                                   |        |
| Salto in alto                              | 1.70 m      | Shinelle Proctor | 15 gennaio 2011 | Illini Open           | Champaign, Stati Uniti d'America  | [ 10 ] |
| Salto con l'asta                           |             |                  |                 |                       |                                   |        |
| Salto in lungo                             | 6.67 m      | Shara Proctor    | 5 febbraio 2010 | Virginia Tech Elite   | Blacksburg, Stati Uniti d'America | [ 11 ] |
| Salto triplo                               | 13.88 m     | Shara Proctor    | 6 febbraio 2010 | Virginia Tech Elite   | Blacksburg, Stati Uniti d'America | [ 12 ] |
| Getto del peso                             |             |                  |                 |                       |                                   |        |
| Pentathlon                                 |             |                  |                 |                       |                                   |        |
| (60 m h), (alto), (peso), (lungo), (800 m) |             |                  |                 |                       |                                   |        |
| Marcia 3000 m                              |             |                  |                 |                       |                                   |        |
| staffetta 4x400                            |             |                  |                 |                       |                                   |        |

# = non ufficializzato dallaIAAF